# Gryon rectum
Gryon rectum är en stekelart som beskrevs av Mikhail Vasilievich Kozlov och Kononova 1989. Gryon rectum ingår i släktet Gryon och familjen Scelionidae. Inga underarter finns listade i Catalogue of Life.